# Тилиці (Торунський повіт)
Тилиці (пол. Tylice) — село в Польщі, у гміні Лисомиці Торунського повіту Куявсько-Поморського воєводства.
Населення — 203 особи (2011).
У 1975-1998 роках село належало до Торунського воєводства.

## Демографія
Демографічна структура станом на 31 березня 2011 року:
|          | Загалом | Допрацездатний вік | Працездатний вік | Постпрацездатний вік |
| -------- | ------- | ------------------ | ---------------- | -------------------- |
| Чоловіки | 102     | 20                 | 74               | 8                    |
| Жінки    | 101     | 21                 | 63               | 17                   |
| Разом    | 203     | 41                 | 137              | 25                   |